# Avioane Craiova
Avioane Craiova este una dintre întreprinderile aeronautice din România.
Fabrica societății este amplasată la Ghercești, lângă Craiova.
Compania este constructorul principal al avioanelor IAR-93 și IAR-99.
În 2008 s-a mai obținut o finanțare de 10 milioane Euro pentru a mai fabrica 2-3 exemplare de IAR-99.
Avioane Craiova este singurul producător român din industria aeronautică care a realizat componente pentru racheta Ariane 5, utilizată în cadrul programelor ESA (Agenția Spațială Europeană).
Acționarul majoritar al companiei este Autoritatea pentru Valorificarea Activelor Statului (AVAS), care deține 80,98% din totalul acțiunilor.
Titlurile societății se tranzacționează la categoria de bază a pieței Rasdaq, secțiunea XMBS, sub simbolul AVIO.
AVAS, deținătorul majorității acțiunilor, dorește privatizarea companiei, perioada de depunere a ofertelor fiind 17 aprilie - 9 mai 2008.
Număr de angajați în 2008: 300
Cifra de afaceri:
- 2008: 17,4 milioane lei (4,7 milioane euro)[5]
- 2007: 23,4 milioane lei[5]